# Hill (Wisconsin)
Hill – miasto w Stanach Zjednoczonych, w stanie Wisconsin, w hrabstwie Price.